# Корсаков, Алексей Иванович
Алексей Иванович Корсаков (1 [12] сентября 1751 — 28 августа [9 сентября] 1821) — русский государственный деятель, генерал от артиллерии (1800), директор Артиллерийского корпуса, президент Берг-коллегии, сенатор, коллекционер, знаток и ценитель предметов искусства. Младший брат главного строителя крепости и города Херсон, Николая Ивановича Корсакова (1749—1788).

## Происхождение
Родился 1 (12) сентября 1751 года в небогатой семье секунд-майора Ивана Герасимовича Корсакова-меньшого (ум. 1770) — представителя новгородской ветви дворянского рода Корсаковых, известного ещё с XIV века.

## Биография
В 1763—1768 годах проходил обучение в Артиллерийском и инженерном шляхетском кадетском корпусе.
В 1768 году был определён штык-юнкером во 2-й фузилёрный полк, а в 1771 году произведён в подпоручики.
В 1774 году произведён в капитаны артиллерии и назначен адъютантом своего родственника, влиятельного генерала Михаила Ивановича Мордвинова, директора Артиллерийского и инженерного шляхтского кадетского корпуса.
В 1776 году переведён в 1-й фузилёрный полк. В 1781 году произведён в майоры, зачислен по гарнизонной артиллерии и определен на пороховые заводы.
В 1784 году переведён в Артиллерийский и инженерный кадетский корпус. В 1787 году переведён в Бомбардирский полк и через год возвращён на службу в Артиллерийский и инженерный кадетский корпус.
В 1789 году произведён в подполковники, в 1794 году — в полковники.
В 1794 году Корсаков был избран в почётные члены Академии художеств за «знание, любовь и почтение к достохвальным художествам».
С 1796 года — в чине генерал-майора.
В 1797—1799 годах — директор Артиллерийского и инженерного кадетского корпуса. В марте 1798 года Павел I произвёл Корсакова в генерал-лейтенанты и командировал в Сибирь и на Урал для поиска селитры на нужды пороховых заводов. По возвращении из Сибири в октябре 1798 года он был назначен начальником Артиллерийской экспедиции.
В 1800 году (16 февраля) произведён в генералы от артиллерии и назначен (7 марта) инспектором всей артиллерии и командиром лейб-гвардии артиллерийского батальона. С этого момента он руководил обеспечением и артиллерии, и инженерных войск. За успехи в делах Павел I объявил Корсакову «высочайшее благоволение».
В 1803 году (22 апреля) назначен президентом Берг-коллегии и присутствующим в I департаменте сената и главным директором Горного училища (с 1804 года — Горный кадетский корпус).
В 1811 году из-за конфликта с Аракчеевым Корсаков подал в отставку. До конца своей жизни оставался сенатором и посещал заседания Сената.
Последние годы своей жизни Корсаков прожил в Санкт-Петербурге, присутствуя в Сенате, проводя время в небольшом кружке близких знакомых, отдавшись своему увлечению искусством. У него хранилось большое собрание различных редкостей, скульптур и картин.
Сослуживцы Корсакова свидетельствовали о мягкости его характера, доброте, гостеприимстве и деликатности. В то же время Алексей Иванович отличался самомнением, болезненным честолюбием и «крайней леностью, вследствие чего в служебных делах у него был большой беспорядок».

## Награды
- Орден Святого Владимира 2-й степени (07.10.1796)[4]
- Орден Святой Анны 1-й степени (16.06.1799)
- Орден Святого Иоанна Иерусалимского большого креста (3.8.1800)
- Орден Святого Александра Невского (15.9.1801); алмазные знаки к ордену (5.9.1806)
- Орден Святого Георгия 4-й степени за выслугу лет (26.11.1802)

## Семья
Мать, Анна Петровна Трубникова (ум. 1803).
Жена, Варвара Егоровна Головцына, дочь генерал-поручика, архангелогородского губернатора (1763—1780) Егора Андреевича Головцына. Их дети: 
- Николай (1782—1853),
- Анастасия (замужем за генерал-майором И. И. Сорохтиным (1754—1838)).